# Sandjak de Beçkerek
Le sandjak de Beçkerek était une subdivision administrative de l'empire ottoman, située dans le pachalik de Temeşvar autour de Beçkerek, actuellement Zrenjanin en Serbie.